# Измоденов, Андрей Константинович
Андрей Константинович Измоденов (род. 19 мая 1952, с. Курьи, Сухоложский район, Свердловская область) — народный депутат СССР от Свердловской области, участник I съезда народных депутатов СССР в 1989 году, глава Счетной палаты Законодательного Собрания Свердловской области, доцент, кандидат экономических наук.

## Биография
Родился 19 мая 1952 году в селе Курьи Сухоложского района Свердловской области.
В 1969 году окончил среднюю школу,  1969-1970 г. работает слесарем на комбинате «Сухоложскцемент».
В 1975 году окончил Уральский политехнический институт им. С. М. Кирова, г. Свердловск, факультет технологии силикатов, специальность – «механическое оборудование предприятий строительных материалов, изделий и конструкций», квалификация – «инженер-механик».
С 1975 года работает в «Сухоложскцемент» на должностях: мастер, нач. цеха, главный механик, секретарь парткома.
В 1987-1990 гг. работает секретарем Сухоложского горкома КПСС.
В 1989-1991 гг. — народный депутат СССР.
В 1990-1993 гг. — председатель Сухоложского городского Совета народных депутатов.
В 1994-1997 гг. — генеральный директор Торгового дома «Сухой Лог».
С 1998 года — депутат областной Думы Законодательного собрания Свердловской области, заместитель председателя Комитета по экономической политике, бюджету, налогам и финансам, член Комитета по вопросам промышленной политики и хозяйственной деятельности. На момент избрания работает руководителем Сухоложского филиала Некоммерческого фонда «Горнозаводской Урал». Состоит в региональном общественном движении «Горнозаводской Урал».

### Главные направлениянаучнойдеятельности
- экономика и финансы

## Награды
- Почетная грамота Губернатора Свердловской области, (2004, 2012 г.);
- Почетная грамота Законодательного Собрания Свердловской области, (2002, 2007г.);
- Почетная грамота Союза муниципальных контрольно-счетных органов России, 2011 г.;
- Знак «Лучший финансовый контролер Российской Федерации», 2005 г.;
- Медаль «За укрепление финансового контроля России», 2010 г.;
- Благодарственное письмо Губернатора Свердловской области, 2002 г.;
- Благодарственное письмо Уральского государственного экономического университета, 2011 г.;
- Благодарственное письмо Хабаровской государственной академии экономики и права – 2011 г.;
- Благодарственное письмо Управления Федеральной антимонопольной службы по Свердловской области 2015 г.[2]

## Звания
- Доцент УрГЭУ, кандидат экономических наук[2]

## Членство в организациях
- 1987-1990 — член Сухоложского горкома/КПСС
- 1989 — член I съезда народных депутатов СССР
- 1998 — член-депутат областной Думы Законодательного собрания Свердловской области